# Ježov (hrad)
Ježov je zaniklý hrad v katastrálním území obce Mirošovice na severovýchodním okraji Senohrab v okrese Praha-východ. Hrad stál na ostrožně nad soutokem Kunického potoka a Mnichovky v nadmořské výšce 335 metrů. Část hradního areálu zabralo severní zhlaví železniční stanice Senohraby. Pozůstatky hradu jsou chráněny jako kulturní památka.

## Historie
První písemná zmínka pochází z roku 1377, kdy hrad již stál a byl uveden jako součást zlenického panství, které Karel IV. udělil v léno Ondřejovi z Dubé. Na konci 14. století se dvakrát krátce po sobě stal jako odúmrť majetkem krále, až ho v roce 1399 získal Bušek z Petrovic. Roku 1463 zlenické panství i s Ježovem koupil Zdeněk Kostka z Postupic a připojil ho ke svému Komornímu Hrádku. Sousední hrad Zlenice byl okolo roku 1465 dobyt a pobořen a je možné, že stejný osud postihl i Ježov. V písemných pramenech je zmíněn až v letech 1525 a 1554. Obě zprávy ho zmiňují jako pustý.

## Stavební podoba
Hradní areál byl výrazně změněn stavbou železničního náspu. Ostrožnu chránil mohutný val s příkopem, za kterými se nacházelo předhradí. Větší část zmíněného opevnění zanikla a dochoval se jen krátký úsek na východní straně. Plocha předhradí i hradního jádra byla upravena při stavbě strážního domku. Ten stojí v místech, kudy probíhal druhý příkop okolo jádra. Na jihovýchodní straně se dochovaly části vyzdívky vnější strany příkopu. Podle nalezených úlomků byly některé hradní budovy zastřešeny břidlicovou krytinou, a proto lze předpokládat, že hrad představoval poměrně výstavný objekt.

## Přístup
Zbytky hradu jsou volně přístupné.